# Glasmalerei Dor
Die Glasmalerei Dor bestand seit dem 17. Jahrhundert in Paris und daraus entwickelte sich eine über mehrere Generationen existierende Familiendynastie von Glasmalern.
Über die ersten Glasmaler der Familie Dor ist nicht viel bekannt. In der zweiten Hälfte des 17. Jahrhunderts werden Charles und Gaston Dor genannt.

## Jean François Dor
Er setzte die Familientradition der Glasmalerei fort und heiratete am 22. Juli 1714 Marie Élisabeth Leleu. Von seinen Arbeiten sind uns Fenster im Kloster der Unbeschuhten Karmelitinnen in Paris bekannt. Sein Sohn Louis übernahm die Werkstatt. 

## Louis Dor († 1784)
Louis Dor heiratete am 12. Juni 1757 Jeanne Marguerite Scot, die Tochter des Glasmalers Jean Pierre Scot. 

## Jean Louis Dor
Jean Louis, dessen genaue Abstammung unbekannt ist, besuchte, wie andere Mitglieder seiner Familie, das Collège des Quatre Nations und wurde danach Glasmaler. Als Mitarbeiter des Musée des Monuments français ist er bekannt geworden.